# Shake Hands
Shake Hands ist ein deutschsprachiger Schlager von Drafi Deutscher and his Magics. Mit dem von Joachim Relin geschriebenen Text und der Musik im Twistrhythmus von Heino Gaze brachte die deutsche Decca das Stück im Februar 1964 als Single mit der Rückseite Come On, Let’s Go heraus. Produzent war Christian Bruhn.
Shake Hands (Händeschütteln) hat eine Länge von etwa 2:15 Minuten und den Abschied von der untreuen Geliebten zum Inhalt. Dies machen die Zeilen „… dein Herz liebt einen andern, drum gebe ich dich frei“ deutlich.

## Rezeption
Das Stück war Drafi Deutschers dritte Single, und sie erreichte Platz zwei der Singlecharts in Deutschland. Das Lied wurde am 1. April 1964 erstmals in den Top 50 der Musikfachzeitschrift Musikmarkt notiert. Insgesamt war Shake Hands 24 Wochen in den Top 50 vertreten, 16 Wochen davon in den Top Ten. In der Jahresmusicbox der Jugendzeitschrift Bravo kam der Song auf den fünften Platz.
Shake Hands wurde öfters gecovert, unter anderem von den Toten Hosen (Album Unter falscher Flagge) und von Rudolf Rock & die Schocker.